# Shonin Yokkyu
Shōnin Yokkyū (承認欲求) é o décimo álbum de estúdio da banda japonesa de rock e visual kei SID, lançado em 4 de setembro de 2019 pela Ki/oon Records. 

## Promoção e lançamento
O álbum e sua data de lançamento foram anunciados em julho de 2019, junto com imagens teaser. Um mês antes da estreia, quatro faixas foram distribuídas gratuitamente para demonstração: "Blood Vessel", "Kimiiro no Asa", "Deai = Kiseki" e a faixa título "Shōnin Yokkyū", que teve seu videoclipe lançado no YouTube no dia 21. Além disso, um evento de aperto de mão com os membros foi realizado para os pré-compradores do álbum em 7 e 8 de setembro em Tóquio e Osaka.
"Shōnin Yokkyū" foi lançado em 4 de setembro em três edições: a edição regular com apenas o CD contendo dez faixas, a edição limitada A, com um DVD bônus contendo o videoclipe de "Shōnin Yokkyū", e a edição limitada B, com um encarte bônus de 32 páginas. Um pôster foi distribuído aos primeiros compradores do álbum nas lojas Tsutaya, Tower Records e outras lojas afiliadas da banda.
O álbum foi patrocinado pela turnê Sid Tour 2019 -Shōnin Yokkyū- de setembro a novembro de 2019, enquanto em seu canal do YouTube a banda mostrava vídeos do diário da turnê. O vídeo completo foi dado como brinde aos fãs que compareceram ao último show no Tokyo International Forum, que foi adicionado como show extra.
Sobre o álbum, o site CD Journal comentou: "Com um estilo musical desafiante e glamoroso, esse é um trabalho que almeja patamares ainda maiores."

## Desempenho comercial
Alcançou a quinta posição na Oricon Albums Chart, permanecendo na parada por cinco semanas. Na Billboard Japan Hot Albums, também chegou ao quinto lugar.

## Faixas
| N.º            | Título                                 | Duração |  |
| 1.             | "Shōnin Yokkyū" (承認欲求)             | 3:56    |  |
| 2.             | "Blood Vessel"                         | 3:42    |  |
| 3.             | "Te" (手)                              | 4:07    |  |
| 4.             | "Deai = Kiseki" (デアイ＝キセキ)       | 3:36    |  |
| 5.             | "See through"                          | 4:14    |  |
| 6.             | "Positive no Mahou" (ポジティブの魔法) | 4:08    |  |
| 7.             | "Awai Ashiato" (淡い足跡)              | 3:58    |  |
| 8.             | "Trick"                                | 3:02    |  |
| 9.             | "Namida Ame" (涙雨)                    | 4:43    |  |
| 10.            | "Kimiiro no Asa" (君色の朝)            | 5:05    |  |
| Duração total: | Duração total:                         | 40:31   |  |

## Ficha técnica
- Mao – vocal
- Shinji – guitarra
- Aki – baixo
- Yūya – bateria